# Umberto Pasquale
Umberto Maria Pasquale SDB (* 1. September 1906 in Vignole Borbera; † 5. März 1985 in Rivoli) war ein italienischer Ordenspriester und Schriftsteller.

## Leben
Umberto Maria Pasquale wuchs im Val Borbera auf. Mit dreizehn Jahren kam er zu den Salesianern Don Boscos nach Valdocco in Turin und lernte dort bis 1921. Er wollte dem Orden beitreten und in die Mission gehen, was sein Vater aber nicht zuließ. Stattdessen wechselte er in das Priesterseminar von Stazzono im Bistum Tortona. Anfang der dreißiger Jahre verließ er jedoch das Seminar und kehrte zu den Salesianern zurück. Nach dem Noviziat in Borgomanero und der ersten Profess meldete er sich 1932 als Missionar für Kolumbien. Stattdessen schickten ihn seine Oberen aber 1933 übergangsweise nach Lissabon in Portugal, wo er am 21. Dezember 1935 im Patriarchat Lissabon durch Manuel Kardinal Gonçalves Cerejeira zum Priester geweiht wurde.
1937 zum Novizenmeister ernannt, gründete er in Mogofores ein Noviziatshaus. In den vierziger Jahren wechselte er nach Porto und rief den salesianischen Verlag "Edições Salesianas" in Portugal ins Leben.
Er lernte die Mystikerin Alexandrina Maria da Costa (1905–1955) kennen, die am 25. April 2005 durch Papst Johannes Paul II. seliggesprochen wurde. Am 8. September 1944 wurde er für vier Jahre ihr geistlicher Begleiter. Er redete ihr zu, ein geistliches Tagebuch zu führen, und wurde alsbald auch ihr Biograph.
Pasquale kehrte 1948 nach Turin im Piemont zurück, wobei aber ein regelmäßiger Brief- und Schriftverkehr zwischen ihnen weiterbestand, bis da Costa 1955 starb.
Nachdem ihm 1965 der Erzbischof von Braga die Organisation des Seligsprechungsprozesses für Alexandrina Maria da Costa anvertraute, ging er zwischen 1967 und 1973 abermals nach Portugal. Nachdem er am 7. Mai 1973 selbst die gesammelten Dokumente nach Rom gebracht hatte, war er im italienischen Verlagshaus in Rivoli bei Turin tätig und lebte dort bis zu seinem Tod.

## Werke (Auswahl)

### Übersetzung aus dem Portugiesischen ins Italienische
- Alexandrina Maria de Costa: Scritti spirituali. Turin 1965.
- Cristo Gesù in Alexandrina. Turin 1973 (Autobiographie).

### Autor
- Alexandrina, Turin 1960 – in Spanisch (Memento vom 26. Oktober 2009 im Internet Archive), in Englisch
- Voleva chiudere l'inferno: scritti, commenti storici e ascetici, testimonianze sulla serva di Dio, Alessandrina Maria Da Costa, Alba 1968
- Giacinta, la pastorella di Fatima, Turin 1973